# Johannes Assuerus Blok
Johannes Assuerus Blok (Hoorn, 20 december 1876 – Deventer, 4 maart 1955) was een Nederlands schrijver, vertaler en docent wiskunde.

## Biografie
Blok is al op jonge leeftijd geïnteresseerd in Oosterse spiritualiteit en treedt toe tot de Theosofische Vereniging Nederland, waar hij al snel diverse artikelen zal schrijven in het tijdschrift van de vereniging, de “Theosofia”. 
In 1910 geeft hij zijn eerste boek uit, dat via de uitgeverij van de Theosofische Vereniging wordt gepubliceerd.
In 1913 en 1915 volgen de eerste boeken die Blok schrijft, niet als vertaler, maar als auteur. 
In 1915 trouwt hij met Caroline Christine Franse, die ook lid is van de Theosofische vereniging en artikelen schrijft in de “Theosofia”, onder andere de Soetta Nipata, een verzameling gesprekken en leerreden van de Boeddha. Ook zij is geïnteresseerd in de Oosterse spiritualiteit en publiceert het boek “De Zeven innerlijke boeken” van Tsjwang Tze in 1918. (Later zou Blok hiervan ook een versie publiceren.)
A. Pos schrijft hierover in "Het paviljoen van Porselein": In theosofische kringen toonde men zich geïnteresseerd in de oosterse filosofie. In die omgeving zijn de vertalingen van taoïstische klassieken te plaatsen die J.A. Blok en zijn vrouw C.C. Blok-Franse publiceerden.
Het echtpaar Blok was in die tijd ook lid van de Nederlandse Vegetariërs Bond, niet erg gebruikelijk in de beginjaren van de 20e eeuw.
Caroline sterft op dertigjarige leeftijd, drie jaar na het overlijden van hun pasgeboren kind (1916).
Rond 1915 geeft hij lezingen over zijn boeken bij de Theosofische Vereniging in Nederland en ook bij de “Academie voor Hoogere Wijsheid”, die de voorloper was van de Internationale School voor Wijsbegeerte, waar Blok deel uitmaakt van het voorlopig oprichtingscomité bestaande uit:
- Prof. L.E.J. Brouwer, voorzitter, Amsterdam,
- J.D. Reiman jr., secretaris, Amersfoort,
- Baronesse Mellina van Asbeck, penningmeester, Den Haag
- Mevr. dr. Jeanne van den Bergh van Eysinga-Elias, lid, Santpoort,
- H.P.J. Bloemers, lid, Amsterdam,
- Ir. J.A. Blok, lid, Deventer,
- Dr. Frederik van Eeden, lid, Bussum.

Blok hertrouwt op 27 april 1921 met Jacoba Elisabeth Dannenfelser, met wie hij vier kinderen kreeg.
Rond deze tijd komt hij ook in aanraking met Nico Kluwer (1897-1975), de zoon van Aebele Everts Kluwer,  die al in 1889 een uitgeverij had opgericht.
Tijdens zijn rechtenstudie komt Nico in contact met Blok, die hem, op zijn beurt,  in contact bracht met de Theosofie. Nico raakt in de ban van de Oosterse spiritualiteit, de esoterie en het occultisme, waar Blok al een tijd heel actief mee bezig is.
Het contact zou heel innig worden en als Blok zijn vierde boek wil publiceren, gaat Nico Kluwer dat uitgeven. Het gaat om het boek “Staatsidee en Religie” uit 1923, wat in feite het begin is van wat vijftig jaar later zou uitgroeien tot uitgeverij Ankh Hermes. Het boekje is een verzameling van lezingen, die Blok gaf  aan de Internationale School voor Wijsbegeerte in Amersfoort en die allemaal “oud-Chineesche begrippen over staat en samenleving” als hoofdlijn hadden.
Nico geeft zijn eerste boek als uitgever uit, hoewel zijn vader er niet zo veel in ziet en het hem zelfs afraadt te doen.

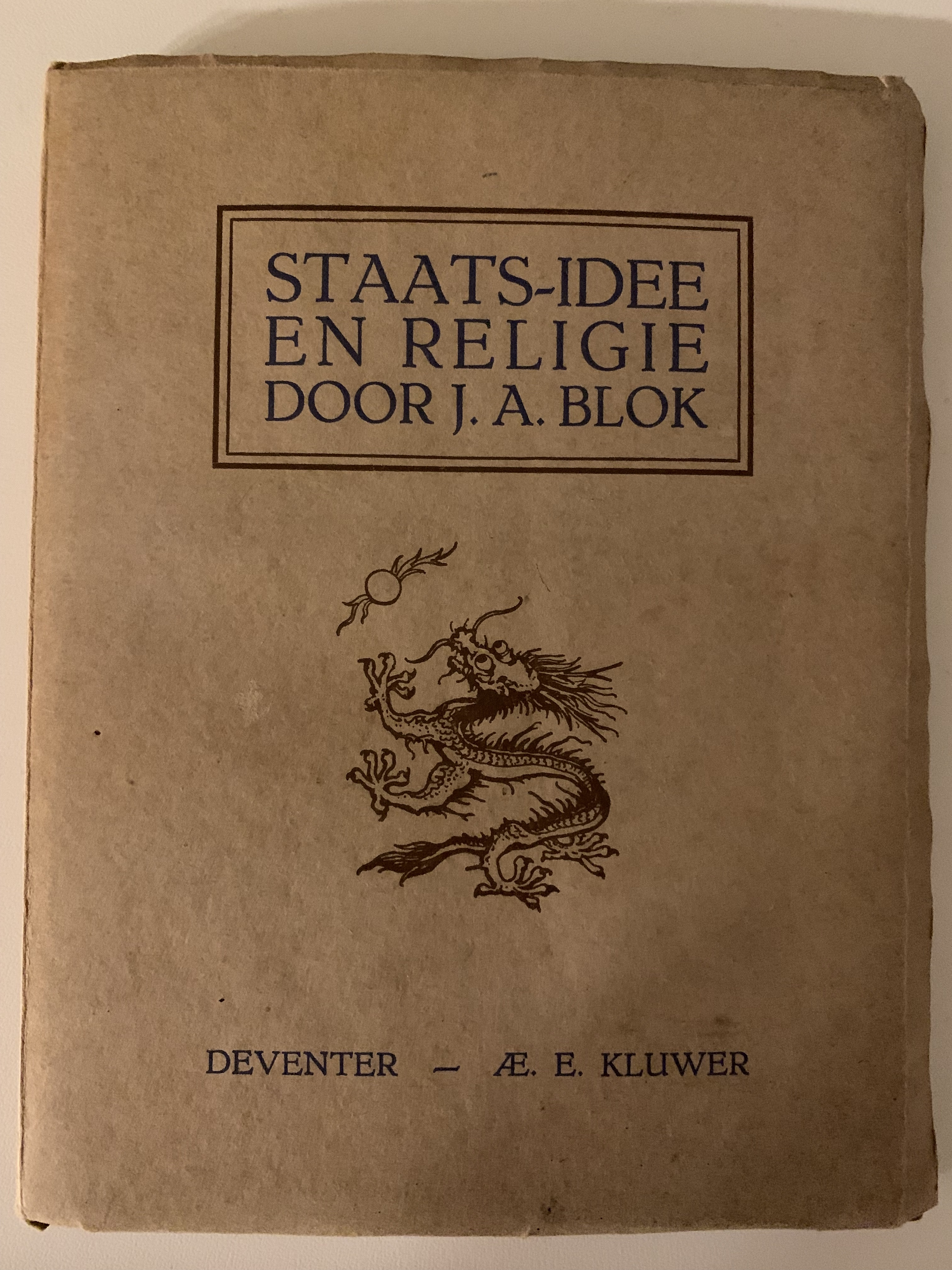

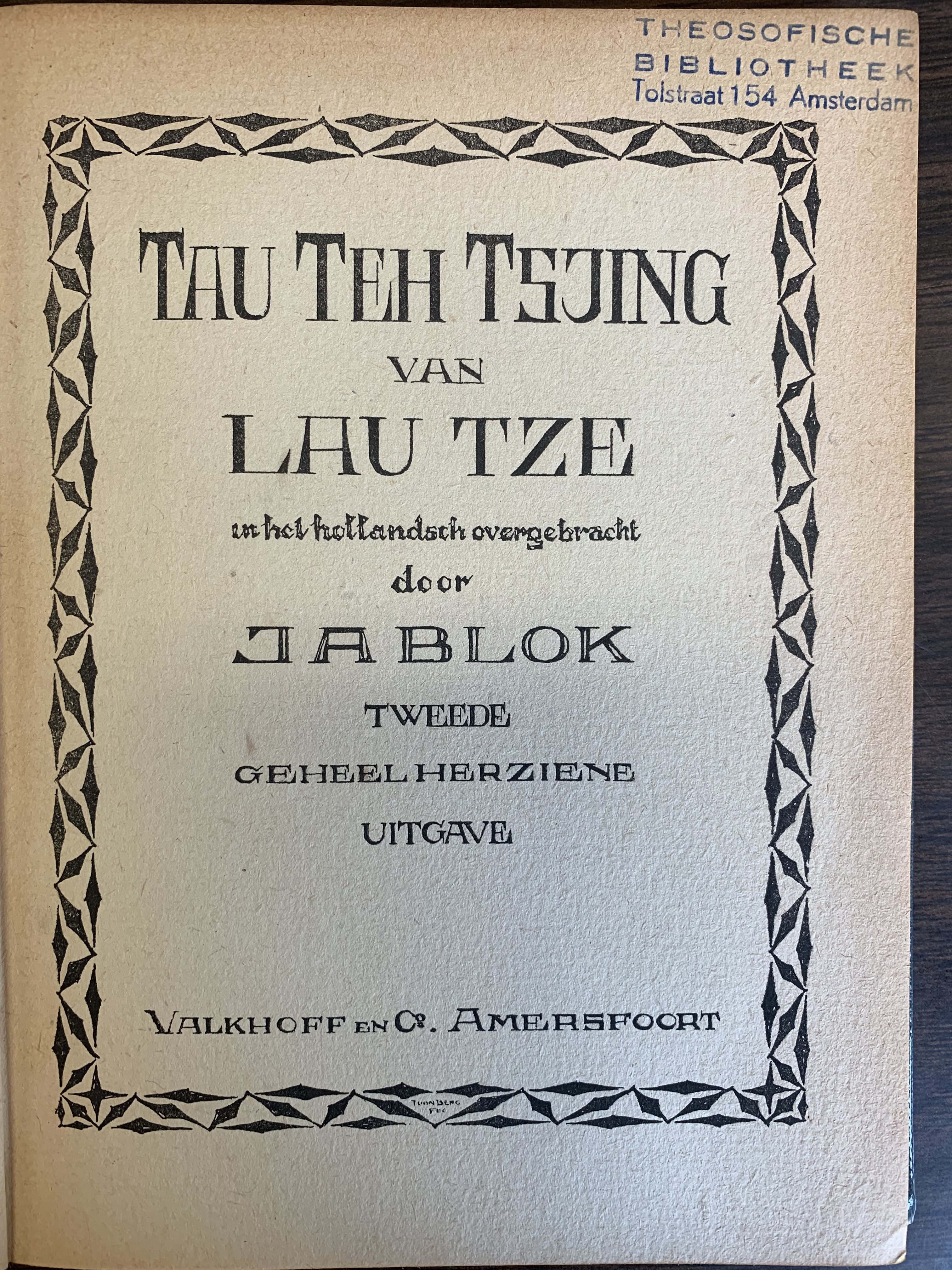
Een van de eerste uitgaves van de Tao Te Tsjing, rond 1918

De verkoop van het boek gaat inderdaad niet al te best, maar dat ligt ook een beetje aan de boodschap, die in die tijd nog niet veel toehoorders trok. De inhoud gaat heel erg tegen de materialistische handelsgeest in, die de Nederlanders, volgens Blok zo typeert : "Iedere groep wil privileges en de gerechtigheid waarom gekreten wordt, is ondanks enkele idealisten een gerechtigheid van sleep-maar-binnen, maar niet werkelijke gerechtigheid, die ook van offering weet en rekening houdt met de groote eenheid. Zoo zij dit deed, ware zij religieus, maar naar religie, naar besef van een alles bindende eenheid is ver te zoeken in deze chaotische worsteling om macht en lust."
Er volgt ook een tweede boek dat Nico Kluwer gaat uitgeven, "De Grond der Dingen", in een tijd waarin veel mensen hun heil zoeken in de wetenschap. Blok schrijft in dit boekje : "Vraag niet aan de wetenschap de grond der dingen. Eenmaal hebben wij geloofd, dat zij ons lichten kon van de aarde in het gouden licht der sterren. Maar dit is voorbij. Een hard woord klonk: bankroet der wetenschap. Zij kent de kern der dingen niet, den sluier slechts van de eeuwigbarende moeder. De oorzaken van wisseling noemt zij met namen van "kracht", maar kent hun wezen niet. Boven de feiten uit, in de ijle bespiegelingsstreek strijden en sterven haar duizend en een theorieën."
Het is niet zo vreemd dat er in die tijd geen gehoor was voor deze boeken, de Oosterse spiritualiteit bestaat nog niet of nauwelijks in de jaren 20 in Nederland.
Blok blijft verder gaan met vertalingen maken van Oosterse spirituele boeken.
De Tao TehTsjing (4e druk 1948, in de 2e druk reeds werd hierbij opgenomen een vertaling van “Het boek van de reinheid”) was de eerste van een rij dergelijke uitgaven: Uit de werken van Tsjwang-Tze (1951), De boodschap van Gotama, de Boeddha, later herdrukt als Woorden van de Boeddha (1953);  een vertaling van sir Edwin Amold's Leven en leer van Gautama: “Het licht van Azië” (1949), De Bhagawad Gita (2e druk 1953), een bloemlezing uit de Oepanisjads (2e druk 1950) en een groot aantal in tijdschriften, vooral in Mens en Kosmos, vertaalde fragmenten. 
Blok blijft ook lezingen en cursussen geven over de door hem zo hooggeachte religieuze en wijsgerige onderwerpen.
Een mede-redacteur van “Mens en Kosmos” schrijft hierover in zijn in Memoriam:
Mijn eerste indrukken, later herhaaldelijk bevestigd, herinner ik mij nog goed; Zijn rustig betoog, dat zonder onderbrekingen of uitweidingen voortging tot het eind, zijn treffende woordkeus, de doorzichtige gedachtengang, welke een onderwerp, dat menig spreker en schrijver aanleiding geeft tot duistere, bijna opzettelijk moeilijk gemaakte zinswendingen, zo helder belichtte, dat het de geboeid luisterende toehoorder door en door eenvoudig moest lijken. En dan zijn telkens ontspannend werkende humor, die nooit uit de toon viel. Hoe werkte hij, zonder het te willen of te weten, als een voorbeeld. Wie veel naar Blok geluisterd heeft, zal, als hij later zelf anderen tot zijn eigen gedachten wereld inleidde, zich er meer dan eens op betrapt hebben naar dezelfde rechtstreekse eenvoud, naar dezelfde duidelijkheid te streven.
Op 4 maart 1955 overlijdt Blok. Ruim twee maanden is hij ernstig ziek geweest. Een ingrijpende operatie heeft hem niet kunnen redden. 
In het in memoriam sluit de mederedacteur van “Mens en Kosmos” af met de volgende woorden:
Zijn werk blijft. Bij mij blijft ook de herinnering aan een mens, die de weg van zijn leven zó ging, ook door ernstige moeilijkheden heen, dat hij een voorbeeld en dus een steun was voor anderen.

## Lijst van boeken en vertalingen
- Tao Teh King (vertaling), Theosofische Uitgeversmaatschappij, Amsterdam, 1910
- De grond der dingen (auteur), Dixon & Co, Apeldoorn, 1913
- Het bewegende licht (auteur), Valkhoff & Co, Amersfoort, 1915
- De Regenboog (auteur), Theosofische Uitgeversmaatschappij, Amsterdam, 1916
- Is er een wereldbewustzijn? W.D.van Renesse en J.A.Blok, Valkhoff & Co, Amersfoort, 1918
- Tao Te Tsjing (vertaling), Valkhoff & Co, Amersfoort, 1918
- Staatsidee en religie (auteur), Kluwer, Deventer, 1923
- Oepanisjads (vertaling), Kluwer, Deventer, 1926
- Mensch, god en onsterfelijkheid, Frazer, J.G. (Vertaling), Kluwer, Deventer, 1927
- De Boodschap van Gotama (vertaling), Servire, Den Haag, 1931
- De Boodschap van Lao Tze (vertaling), Servire, Den Haag, 1934
- Zen Boeddhisme, Alan Watts (vertaling), Kluwer, Deventer, 1940
- De Bhagawad Gîtâ (vertaling), Kluwer, Deventer, 1947
- Tao Te Tsjing (vertaling), Kluwer, Deventer, 1948
- In de schaduw der Tibetaanse kloosters, Marquès-Rivière, J.(vertaling), Kluwer, Deventer, 1949
- Autobiografie van een Yogi, Yogananda, P.(vertaling), Kluwer, Deventer, 1949
- Het licht van Azië, Arnold, E.(vertaling), Kluwer, Deventer, 1949
- De crisis onzer eeuw, Sorokin, P.A.(vertaling), Kluwer, Deventer, 1950
- Uit de werken van Tsjwang Tze (vertaling), Ankh-Hermes, Deventer, 1951
- Woorden van den Boeddha (vertaling), Kluwer, Deventer, 1953
- Het doel van het leven, Khan, H.I. (vertaling), Kluwer, Deventer, 19XX
- Woorden der wet (vertaling), Valkhoff & Co, Amersfoort, 19XX
- Woordenboekje Páli en Sanskrit : (overgenomen uit "De Boeddhistische Catechismus door H.C. Olcott en "Dhammapada") Uitgave: door J.A. Blok. (Bibliotheek Amsterdam)
- Sjwetasjwatara oepanisjad Uitgave: door J.A. Blok.  (Bibliotheek Amsterdam)
- Wijsbegeerte en theosofie Uitgave: J.A. Blok.  (Bibliotheek Amsterdam)
- Tao Te Tsjing (Vertaling), Nico Kluwer (5e, 6e en 7e druk), Deventer,1956-1960,1963,1970
- Tao Te Tsjing (Vertaling), AnkhHermes uitgeverij, Deventer, Achtste druk: 1973 (Oriëntserie) Negende druk: 1979 (Oriëntserie) Tiende druk: 1984 (Oriëntserie) Elfde druk: 1986, bewerkt door prof. H. van Praag (Grote Klassieken) Twaalfde gecorrigeerde druk: 1994 Dertiende, herziene druk 2013 (Klassiekers) Veertiende druk (paperback)

## Lijst van publicaties
- Het evangelie van Johannes (8) / Ir. J.A. Blok Uitgave: In: Theosofia = Theosophia : orgaan van de Nederlandsche Theosophische Vereeniging: vol. 43 (1935), No.7/8 (Juli/Augustus), p. 253-259
- Oostersche wijsheid / J.A. Blok Uitgave: In: De theosofische beweging : officiëel orgaan van de Nederlandsche Afdeeling der Theosophische Vereeniging: vol. 27e Jaargang (1931), No.12 (December), p. 486-491
- Het evangelie van Johannes (20) / Ir. J.A. Blok Uitgave: In: Theosofia = Theosophia : orgaan van de Nederlandsche Theosophische Vereeniging: vol. 44 (1936), No.12 (December), p. 385-388
- Mythen / J.A. Blok Uitgave: In: Theosofia = Theosophia : orgaan van de Nederlandsche Theosophische Vereeniging: vol. 45 (1937), No.7/8 (Juli/Augustus), p. 207-217
- Molekulen en atomen / J.A. Blok Uitgave: In: Theosofia = Theosophia : orgaan van de Nederlandsche Theosophische Vereeniging: vol. 15 (1906), No.4 (Augustus), p. 206-216
- Uit: het licht van Azië / vert. door Ir. J.A. Blok Uitgave: In: Theosofia = Theosophia : orgaan van de Nederlandsche Theosophische Vereeniging: vol. 46 (1938), No.5 (Mei), p. 153-159
- Naar aanleiding der vierde afmeting / J.A. Blok Uitgave: In: Theosofia = Theosophia : orgaan van de Nederlandsche Theosophische Vereeniging: vol. 17 (1909), No.9 (Januari), p. 568-570
- Boom en slang / J.A. Blok (wordt vervolgd.)Uitgave: In: Theosofia = Theosophia : orgaan van de Nederlandsche Theosophische Vereeniging: vol. 29 (1921), No.8 (November), p. 141-152
- Boom en slang (2) / J.A. Blok Uitgave: In: Theosofia = Theosophia : orgaan van de Nederlandsche Theosophische Vereeniging: vol. 29 (1921), No.9 (December), p. 276-283
- Wijsbegeerte en theosofie / J.A. Blok Uitgave: In: Theosofia = Theosophia : orgaan van de Nederlandsche Theosophische Vereeniging: vol. 31 (1923), No.4/5 (Juli/Augustus), p. 120-133
- Oostersche wijsheid : uit het oude China / vert. Ir. J.A. Blok Uitgave: In: De theosofische beweging : officiëel orgaan van de Nederlandsche Afdeeling der Theosophische Vereeniging: vol. 27e Jaargang (1931), No.2 (Februari), p. 63-65
- De groote vragen / J.A. Blok Uitgave: In: De theosofische beweging : officiëel orgaan van de Nederlandsche Afdeeling der Theosophische Vereeniging: vol. 28e Jaargang (1932), No.12 (December), p. 473-477
- Het achtdeelig pad / J.A. Blok Uitgave: In: De tempel : tijdschrift gewijd aan vrij religieuse stroomingen: vol. 1ste Jaargang (1923), No.4 (Juni), p. 91-93
- Nirwana I / J.A. Blok (wordt vervolgd) Uitgave: In: De tempel : tijdschrift gewijd aan vrij religieuse stroomingen: vol. 1ste Jaargang (1923), No.9 (Augustus), p. 243-245
- De keten der oorzakelijkheid / J.A. Blok Uitgave: In: De tempel : tijdschrift gewijd aan vrij religieuse stroomingen: vol. 1ste Jaargang (1924), No.19 (Januari), p. 508-511
- Zen-legende / J.A. Blok Uitgave: In: Theosofia = Theosophia : orgaan van de Nederlandsche Theosophische Vereeniging: vol. 41 (1933), No.6 (Juni), p. 183-184

- International Standard Name Identifier: 0000 0003 9230 4935
- Nederlandse Thesaurus van Auteursnamen: 06988224X
- Virtual International Authority File: 286330944
- WorldCat: E39PCjHDJTb8DbQ63KJT7Kpv6q